# Percina phoxocephala
Percina phoxocephala är en fiskart som först beskrevs av Edward William Nelson, 1876.  Percina phoxocephala ingår i släktet Percina och familjen abborrfiskar. Inga underarter finns listade i Catalogue of Life.